# آرماندنس زیربولیس
آرماندنس زیربولیس (به انگلیسی: Armands Zvirbulis) زاده ۱۱ سپتامبر ۱۹۸۷ است. او کشتی گیر کشور لتونی است.